# Centro de Ciências Agrárias da Universidade Federal da Paraíba
O Centro de Ciências Agrárias (CCA) é um centro de ensino vinculado à Universidade Federal da Paraíba (UFPB). Está situado no Campus II, que fica no município de Areia-PB, microrregião do Brejo Paraibano, a 120 km da capital João Pessoa. É constituído por quatro departamentos: Fitotecnia, Zootecnia, Solos e Engenharia Rural e Ciências Fundamentais e Sociais,  cinco fazendas experimentais, e diversos laboratórios, os quais atendem aos alunos dos cursos de graduação, e de pós graduação, atendem às pesquisas básicas e aplicadas desses cursos, além de prestarem serviço à comunidade através de práticas de ensino às escolas de ensino fundamental da rede pública do município e apoio logístico ao Setor Agropecuário da região.

## História
Fundada em 1936, a Escola de Agronomia do Nordeste foi a primeira instituição de nível superior da Paraíba .A inauguração da Escola ocorreu em 15 de abril de 1936, pelo Dr. José de Sousa Maciel, Presidente da Assembléia Legislativa da Paraíba, na época Governador do Estado. A Escola de Agronomia iniciou suas atividade com o Curso Médio depois transformado em Curso Agrotécnico e Curso Colegial Agrícola, extinto em 1971. Formou ao longo deste tempo 417 Técnicos Agrícolas. O primeiro Vestibular do Curso de Agronomia ocorreu no ano de 1937, e a primeira turma concluinte teve sua Colação de Grau realizada no dia 1º de dezembro de 1940, diplomando-se, na ocasião, 08 Engenheiros Agrônomos. Desta forma, o curso de Agronomia é considerado o mais antigo da UFPB, tendo em vista que os demais cursos só viriam a aparecer em 1955, com a fundação do Campus de João Pessoa.
A Escola de Agronomia foi federalizada pela Lei Federal Nº 1.055, de 16 de janeiro de 1950. A transferência dos seus bens para o Patrimônio Nacional ocorreu pelo Decreto Estadual Nº 461 de 21 de março de 1950
Ao ser federalizada, a Escola de Agronomia do Nordeste (EAN) foi desligada do Governo da Paraíba, ficando subordinada, inicialmente, ao Ministério da Agricultura através da Superintendência do Ensino Agrícola e Veterinário (SEAV) e, posteriormente, à Diretoria do Ensino Superior do Ministério da Educação e Cultura através do Parecer Nº 60.731, de 1º de maio de 1967. Em 1976, através da Resolução do Conselho Universitário da UFPB Nº 79, foi criado e instalado no CCA o Curso de Graduação em Zootecnia o qual foi reconhecido pela Portaria MEC Nº 63/80 de 15 de janeiro de 1980.
Em 1978, a antiga EAN passou a ser Centro de Ciências Agrárias  – CCA com quatro Departamentos: Fitotecnia, Zootecnia, Solos e Engenharia Rural e Ciências Fundamentais e Sociais, instalando sua primeira Diretoria em 18/12/1978.

## Estrutura

### Departamentos
O CCA possui sete departamentos:
- Fitotecnia e Ciências Ambientais
- Zootecnia;
- Solos e Engenharia Rural;
- Ciências Fundamentais e Sociais.
- Química e Física;
- Ciências Biológicas;
- Ciências Veterinárias;

## Ensino

### Graduação
Atualmente cinco cursos de graduação são ministrados no Centro de Ciências Agrárias:
- Agronomia;
- Zootecnia;
- Biologia (Licenciatura e Bacharelado);
- Química (Licenciatura e Bacharelado);
- Medicina Veterinária.

### Pós-Graduação
São oferecidos quatro cursos de pós-graduação na modalidade Stricto Sensu:
- Agronomia (Mestrado e Doutorado);
- Ciência Animal (Mestrado);
- Ciência do Solo (Mestrado);
- Zootecnia (Mestrado e Doutorado);
- Biodiversidade (Mestrado).